# حوزه انتخابیه بیرجند و درمیان
حوزهٔ انتخابیه بیرجند ، درمیان و خوسف یکی از حوزه‌های استان خراسان جنوبی برای انتخابات مجلس شورای اسلامی است. این حوزه به مرکزیت بیرجند، ۱ نماینده دارد.

## نمایندگانمجلس شورای ملی
- اسماعیل قائنی	-دوره اول-

۱۲۸۸/۰۴/۰۲-	۱۲۸۵/۰۷/۱۳
- میرزا منصورخان معدل‌الدوله-	دوره دوم-

۱۲۹۰/۱۰/۰۳-	۱۲۸۸/۰۸/۲۴
- محمد نجات-	دوره سوم-

۱۲۹۴/۰۸/۲۱-	۱۲۹۳/۰۹/۱۴
- عبدالحسین تیمورتاش-دوره چهارم-

۱۳۰۲/۰۳/۳۰-	۱۳۰۰/۰۴/۰۱
- سید محمد تدین-	دوره پنجم-

۱۳۰۴/۱۲/۲۲-	۱۳۰۲/۱۲/۲۲
- سید محمد تدین-	دوره ششم-

۱۳۰۷/۰۵/۲۲-	۱۳۰۵/۰۴/۱۹
- علی اقبال -دوره هفتم-

۱۳۰۹/۰۸/۱۴-	۱۳۰۷/۷/۱۴
- محمدتقی میرزا معتضدی-دوره هشتم-

۱۳۱۱/۱۰/۲۴-	۱۳۰۹/۰۹/۲۴
- محمدعلی منصف-دوره نهم-

۱۳۱۴/۰۱/۲۴-	۱۳۱۱/۱۲/۲۴
- محمدعلی منصف-دوره دهم-

۱۳۱۶/۰۳/۲۲-	۱۳۱۴/۰۳/۱۵
- محمدعلی منصف-	دوره یازدهم-

۱۳۱۸/۰۶/۲۷-	۱۳۱۶/۰۶/۲۰
- محمدعلی منصف-	دوره دوازدهم-

۱۳۲۰/۰۸/۰۹-	۱۳۱۸/۰۸/۰۳
- محمدعلی منصف-	دوره سیزدهم-

۱۳۲۲/۰۹/۰۱-	۱۳۲۰/۰۸/۲۲
- محمدعلی منصف-	دوره چهاردهم-

۱۳۲۴/۱۲/۲۱-	۱۳۲۲/۱۲/۰۶
- محمدعلی منصف-	دوره پانزدهم-

۱۳۲۸/۰۵/۰۶-	۱۳۲۶/۰۴/۲۵
- محمدعلی منصف-	دوره شانزدهم-

۱۳۳۰/۱۱/۲۶-	۱۳۲۸/۱۱/۲۰
- محمدعلی منصف-	دوره هفدهم-

۱۳۳۲/۰۸/۲۸-	۱۳۳۱/۰۲/۰۷
- امیرحسین خزیمه علم-	دوره هجدهم-

۱۳۳۵/۰۱/۲۶-	۱۳۳۲/۱۱/۲۷
- امیرحسین خزیمه علم-	دوره نوزدهم-

۱۳۳۹/۰۳/۲۹-	۱۳۳۵/۰۳/۱۰
- امیرحسین خزیمه علم-	دوره بیستم-

۱۳۴۰/۰۲/۱۹-	۱۳۳۹/۱۱/۰۲
- ابوالفضل سلیمانی کاشانی-	دوره بیست و یکم-

۱۳۴۶/۰۷/۱۳-	۱۳۴۲/۰۷/۱۴
- ابوالفضل سلیمانی کاشانی-	دوره بیست ودوم-

۱۳۵۰/۰۶/۰۹-	۱۳۴۶/۰۷/۱۴
- امیرعلم خزیمه-	دوره بیست وسوم-

۱۳۵۴/۰۶/۱۶-	۱۳۵۰/۰۶/۰۹
- امیرعلم خزیمه-	دوره بیست وچهارم-

۱۳۵۷/۱۱/۲۲-	۱۳۵۴/۰۶/۱۷

## نمایندگانمجلس شورای اسلامی
- ابوالحسن حائری‌زاده-	دوره اول-

۱۳۵۹/۰۳/۰۶-	۱۳۶۳/۰۳/۰۷
- ابوالحسن حائری‌زاده-	دوره دوم-

۱۳۶۳/۰۳/۰۶-	۱۳۶۷/۰۳/۰۷
- ابوالحسن حائری‌زاده-	دوره سوم-

۱۳۶۷/۰۳/۰۶-	۱۳۷۱/۰۳/۰۷
- سید محمدحسین زینلی	-دوره چهارم

۱۳۷۱/۰۳/۰۶-	۱۳۷۵/۰۳/۰۷
- سید علیرضا عبادی-	دوره پنجم

۱۳۷۵/۰۳/۰۶-	۱۳۷۹/۰۳/۰۶
- مهدی آیتی-	دوره ششم-

۱۳۷۹/۰۳/۰۷-	۱۳۸۳/۰۳/۰۷
- سید علیرضا عبادی-	دوره هفتم-

۱۳۸۳/۰۳/۰۶-	۱۳۸۷/۰۳/۰۶
- حسین ابراهیمی-	دوره هشتم-

۱۳۸۷/۰۳/۰۷-	۱۳۹۱/۰۳/۰۶ 
- سید محمدباقر عبادی-	دوره نهم-

۱۳۹۱/۰۳/۰۷-	۱۳۹۵/۰۳/۰۶
- سید محمدباقر عبادی-دوره دهم-

۱۳۹۵/۰۳/۰۷-	۱۳۹۹/۰۳/۰۶
- حسین خسروی اسفراز-دوره یازدهم-

۱۳۹۹/۰۳/۰۷-	۱۴۰۳/۰۳/۰۶

## پی‌نوشت و منبع
1. ↑  «پایگاه اطلاع رسانی بیرجند». بایگانی‌شده از اصلی در ۲۲ مارس ۲۰۰۸. دریافت‌شده در ۱۴ ژوئیه ۲۰۰۸.
2. ↑  شقایق‌های کویر

- «جدول حوزه‌های انتخابیه در انتخابات نهمین دورهٔ مجلس شورای اسلامی» (PDF). مرکز پژوهش و سنجش افکار صدا و سیما. بایگانی‌شده از اصلی (PDF) در ۵ اكتبر ۲۰۱۸. دریافت‌شده در ۲۲ فوریه ۲۰۱۶. تاریخ وارد شده در |archive-date= را بررسی کنید (کمک)